# 馬系
在中國國民黨中，馬系，又稱馬團隊，是以馬英九為領袖的派系。馬系與連系相同，沒有嚴格組織，主要以人際關係形成。最早起源於主流派與連系，在馬英九擔任台北市市長時出現，在任中國國民黨主席與中華民國總統期間形成派系。在馬英九卸任總統後，以馬辦公室為核心機構。

## 歷史
馬系人員最早起源自以李登輝為首的國民黨主流派，以李登輝為首，連戰、宋楚瑜與馬英九當時皆為主流派重要人員。連戰與宋楚瑜最早在主流派之下，暗中建立自己派系。在李登輝支持下，馬英九當選台北市長，也開始暗中建立派系。至2000年總統大選結束，在國民黨敗選後，國民黨主席連戰宣布開除李登輝黨籍後，在國民黨內的原主流派成員轉而成為連系，但有部份投入馬系。在馬英九任中國國民黨主席與中華民國總統期間，通過中常委補選，形成國民黨內有力派系。與支持王金平的王系最初有合作關係。在馬王政爭時，雙方合作出現裂痕。
至馬英九卸任中華民國總統後，原有馬系人員產生分裂，在2017年詹啟賢與吳敦義同時競選國民黨主席時，馬系出現分裂。

## 人員
著名馬系成員包括金溥聰、吳敦義、江宜樺、詹啟賢、詹春柏、徐巧芯、羅智強、鍾沛君、楊永明、賴士葆、陳以信、闕枚莎、陳明義蕭旭岑、曾永權等人。